# Nuoto artistico ai campionati mondiali di nuoto 2025 - Duo (programma tecnico)
Il concorso del duo femminile (programma tecnico) ai campionati mondiali di nuoto 2025 si è svolto dal 18 al 21 luglio 2025 presso la World Aquatics Championships Arena di Singapore.

## Programma
I preliminari si sono tenuti il 18 luglio mentre la finale si è svolta il 21 luglio.

## Risultati
| Pos | Atleta                                            | Nazione                       | Qualificazione | Qualificazione | Finale   | Finale |
| Pos | Atleta                                            | Nazione                       | Punti          | Pos            | Punti    | Pos    |
| --- | ------------------------------------------------- | ----------------------------- | -------------- | -------------- | -------- | ------ |
| 1}  | Anna-Maria Alexandri Eirini-Marina Alexandri      | Austria                       | 305.1684       | 1              | 307.1451 | 1      |
| 2   | Lin Yanhan Lin Yanjun                             | Cina                          | 301.0933       | 2              | 301.4057 | 2      |
| 3   | Mayya Doroshko Tatiana Gayday                     | Atleti Neutrali Autorizzati A | 297.0033       | 3              | 300.2183 | 3      |
| 4   | Moe Higa Tomoka Sato                              | Giappone                      | 293.4950       | 4              | 295.6240 | 4      |
| 5   | Meritxell Ferré Lilou Lluís                       | Spagna                        | 288.4774       | 5              | 287.3898 | 5      |
| 6   | Enrica Piccoli Lucrezia Ruggiero                  | Italia                        | 279.0533       | 7              | 285.0441 | 6      |
| 7   | Daria Fedaruk Vasilina Khandoshka                 | Atleti Neutrali Autorizzati A | 262.8175       | 12             | 277.4267 | 7      |
| 8   | Marla Arellano Itzamary González                  | Messico                       | 278.6633       | 8              | 276.7307 | 8      |
| 9   | Daria Moshynska Anastasiia Shmonina               | Ucraina                       | 267.5208       | 10             | 273.4933 | 9      |
| 10  | Ghizal Akbar Jaime Czarkowski                     | Stati Uniti                   | 265.7292       | 11             | 269.5409 | 10     |
| 11  | Anastasia Bayandina Romane Lunel                  | Francia                       | 284.6158       | 6              | 254.9667 | 11     |
| 12  | Audrey Lamothe Ximena Ortiz                       | Canada                        | 271.6526       | 9              | 236.5825 | 12     |
| 13  | Klara Bleyer Amélie Blumenthal Haz                | Germania                      | 261.1208       | 13             | DNQ      | DNQ    |
| 14  | Zoi Karangelou Sofia Malkogeorgou                 | Grecia                        | 260.0175       | 14             | DNQ      | DNQ    |
| 15  | Lea Krajčovičová Žofia Strapeková                 | Slovacchia                    | 257.8766       | 15             | DNQ      | DNQ    |
| 16  | Arina Pushkina Yasmin Tuyakova                    | Kazakistan                    | 249.1542       | 16             | DNQ      | DNQ    |
| 17  | Yvette Chong Debbie Soh                           | Singapore                     | 243.6826       | 17             | DNQ      | DNQ    |
| 18  | Sabina Makhmudova Ziyodakhon Toshkhujaeva         | Uzbekistan                    | 241.7117       | 18             | DNQ      | DNQ    |
| 19  | Georgia Courage-Gardiner Margo Joseph-Kuo         | Australia                     | 241.6624       | 19             | DNQ      | DNQ    |
| 20  | Melisa Ceballos Estefanía Roa                     | Colombia                      | 240.9567       | 20             | DNQ      | DNQ    |
| 21  | Zeina Amr Maryam Samer                            | Egitto                        | 239.4892       | 21             | DNQ      | DNQ    |
| 22  | Soledad García Trinidad García                    | Cile                          | 238.8183       | 22             | DNQ      | DNQ    |
| 23  | Blanka Barbócz Blanka Taksonyi                    | Ungheria                      | 238.2042       | 23             | DNQ      | DNQ    |
| 24  | Gabriela Regly Anna Giulia Veloso                 | Brasile                       | 235.3092       | 24             | DNQ      | DNQ    |
| 25  | Robyn Swatman Eve Young                           | Regno Unito                   | 233.1983       | 25             | DNQ      | DNQ    |
| 26  | Tekla Gogilidze Nita Natobadze                    | Georgia                       | 229.9192       | 26             | DNQ      | DNQ    |
| 27  | Korina Maretić Mia Piri                           | Croazia                       | 223.1858       | 27             | DNQ      | DNQ    |
| 28  | Julie Lewczyszynová Sofie Schindlerová            | Rep. Ceca                     | 217.4508       | 28             | DNQ      | DNQ    |
| 29  | Agustina Medina Lucía Ververis                    | Uruguay                       | 215.8466       | 29             | DNQ      | DNQ    |
| 30  | Ana Culic Thea Grima Buttigieg                    | Malta                         | 214.5317       | 30             | DNQ      | DNQ    |
| 31  | Tiziana Bonucci María Carasatorre                 | Argentina                     | 210.2050       | 31             | DNQ      | DNQ    |
| 32  | Cesia Castaneda Grecia Mendoza                    | El Salvador                   | 204.3550       | 32             | DNQ      | DNQ    |
| 33  | María Ccoyllo Lía Luna                            | Perù                          | 201.0175       | 33             | DNQ      | DNQ    |
| 34  | María Alfaro Anna Mitinian                        | Costa Rica                    | 200.0366       | 34             | DNQ      | DNQ    |
| 35  | Katherine Chu Hung Sze Ching                      | Hong Kong                     | 188.4642       | 35             | DNQ      | DNQ    |
| 36  | Hilda Tri Julyandra Talitha Amabelle Putri Subeni | Indonesia                     | 185.7741       | 36             | DNQ      | DNQ    |
| 37  | Lam Cheng Tong Leong Hoi Cheng                    | Macao                         | 172.9959       | 37             | DNQ      | DNQ    |
| 38  | Gabriela Batista Alejandra Molina                 | Cuba                          | 166.1010       | 38             | DNQ      | DNQ    |
| 39  | Aurelia Pretorius Rebecca Schenk                  | Sudafrica                     | 150.4983       | 39             | DNQ      | DNQ    |